# Zabreznica
Zabreznica je vas v Občini Žirovnica, ki se stika s sodednjo Breznico. V vasi sta Osnovna šola Žirovnica in Vrtec Žirovnica ter športna dvorana Pod Stolom. Nad vasjo, na pobočjih Rebra, stoji cerkev sv. Lovrenca, ki je bila v 1990. letih na novo pozidana na osnovi leta 1821 porušene romanske cerkve. Križev pot v cerkvi je delo domačina in akademskega slikarja Janeza Bernika, mozaik s podobo svetega Krištofa na južni fasadi pa delo Andreja Jemca.